# Pistole vz. 27
Die Pistole vz. 27 (auch als ČZ 27 bekannt) ist eine tschechische Selbstladepistole.

## Geschichte

### Entwicklung
Die vz. 27 wurde von Josef Nickl im Auftrag der ČZ-Werke aus der Pistole vz. 24 weiterentwickelt. Die Herstellung des Modells 24, mit dem die Truppen der Tschechoslowakei vor dem Zweiten Weltkrieg ausgerüstet waren, erwies sich als zu kostspielig.

### Unter deutscher Besatzung
Bis zur Annexion der Tschechoslowakei im Jahr 1939 konnten keine großen Stückzahlen ausgeliefert werden. Anschließend wurde die Waffe unter deutscher Kontrolle hergestellt. Während andere ČZ-Modelle bald aufgegeben wurden, forcierte man die Herstellung dieser robusten Waffe. Allein während der deutschen Besatzung entstand etwa eine halbe Million Stück. Die Pistolen wurden sowohl an die Wehrmacht als auch an die Polizei ausgegeben und dort als Pistole 27(t) geführt.

### Nachkriegszeit
Nach dem Krieg setzte die ČSR die Produktion fort und stellte nochmals etwa 150.000 Exemplare her.
Die Bezeichnung vz. 27 weist auf die Einführung der Waffe als Ordonnanzpistole hin. Die offiziell eingeführten Pistolen wurden je nach Modell mit vz. xx bezeichnet. Die Schreibweise der Bezeichnungen variiert, unterschiedliche Groß- bzw. Kleinschreibung mit und ohne Punkt in der Bezeichnung. Weitere Bezeichnungen wie P. 27(t) entstanden durch die Einführung bei der deutschen Wehrmacht.

## Technik
Die vz. 27 ist ein Rückstoßlader mit feststehendem Lauf. Im Vergleich zum Vorgängermodell vz. 24 genügt aufgrund der schwächeren Munition ein einfacher Masseverschluss, eine Verriegelung ist nicht nötig. Die Waffe hat einen Direktabzug, der Hahn steht nur wenig aus dem Schlittenende hervor.

## Varianten
Version mit verlängertem Lauf und Laufgewinde zur Montage eines Schalldämpfers.